# محمد التهامي (كاتب)
محمد التهامي (5 ديسمبر 1986 -) هو كاتب وأديب مصري. شاب صاحب مجموعة بني أدم مع وقف التنفيذ.

## مسيرته
قدم التهامي العديد من البرامج منها

### القنوات والبرامج
1. القناة الأولي المصرية والفضائية المصرية – برنامج صباح الخير يا مصر
2. القناة الثانية المصرية الأرضية – يسعد صباحك
3. القناة النيل الثقافية – ظهر في برنامج مختلفة الأجندة الثقافية والثقافية كافية و it show
4. دريم – برنامج شبابيك (يعتبر البرنامج داعم لي حيث قدم حلقات عن اعمالي مثل هيروبولس مسلسل إذاعي وعيد الانتماء)
5. المحور – برنامج 48 ساعة
6. الحرة – برنامج اليوم
7. نيل لايف – يسعد صباحك – ظهر أكثر من مرة
8. otv - - في برامج صباحك سكر ومسائك سكر
9. ontv - في برامج بالمصري
10. لورد – برنامج كلام بنات
11. روتانا – روتانا كافية
12. الشباب – برنامج صورة في خبر

### إذاعات
1. إذاعة حريتنا
2. إذاعة الشرق الأوسط

### الجرائد ومواقع
1. الدستور
2. اليوم السابع
3. روزاليوسف
4. القاهرة
5. العالم اليوم
6. عين
7. شباب مصر
8. مجلة كلمتنا
9. موقع حريتنا
10. دينا الوطن
11. جرائد محلية : الوعي
12. أخبار السويس
13. سواسية

### الأنشطة الاجتماعية والثقافية الهامة
1- مؤسس عيد الانتماء في القاهرة
2- مؤسس صالون هيروبولس في السويس
3- عيد الانتماء 1/ 2/2010 – مركز شباب الجزيرة- الجيزة – الحضور تجاوز 300
4- ندوة عن أدب الجاسوسية وتكريم د. نبيل فاروق – نقابة المحامين – السويس – صالون هيروبولس
5- الاحتفال بعيد ميلاد الزعيم الراحل أحمد عرابي – ساقية الصاوي الزمالك لات عيد الانتماء
6- الاحتفال بعيد ميلاد أم كلثوم – المركز الكاثوليكي
7- حفلة توقيع كتاب بنى أدم مع وقف التنفيذ - دار الأوبرا بالإسكندرية
8- حفلات توقيع في أماكن مختلفة – ديوان الزمالك وعمر بوك ستور وسط

## مؤلفاته
1. بني آدم مع وقف التنفيذ – قصص – دار أكتب
2. هيروبولس –رواية – دار أكتب
3. اشتغل وانت في البيت - بحث – دار الكاتب
4. شباب صيني – قصص – دار القمر
5. 100 شخصية غيرت العالم الإسلامي - دار القمر

## مصارد
1. ↑  "الكاتب محمد تهامي". ibookcast.